# Elna Reinach
Elna Reinach (Pretória, 2 de Dezembro de 1968) é uma ex-tenista profissional sul-africana.

## Grand Slam finais

### Duplas Mistas 2 (1–1)
| Posição | N. | Data             | Torneio               | Piso   | Parceiro          | Oponentes                          | Placar        |
| Vice    | 1. | 6 Junho 1993     | Roland Garros, França | Saibro | Danie Visser      | Andrei Olhovskiy Eugenia Maniokova | 2–6, 6–4, 4–6 |
| Campeão | 2. | 11 Setembro 1994 | US Open, EUA          | Duro   | Patrick Galbraith | Todd Woodbridge Jana Novotná       | 6–2, 6–4      |